# Českobudjejovička biskupija
Biskupija České Budějovice (lat. Dioecesis Budovicensis, češ. Diecéze českobudějovická) je dijeceza Katoličke Crkve u Češkoj pod upravom Praške nadbiskupije i uzoritog kardinala Dominika Duke. Biskupiju je 20. rujna 1785. proglasio papa Pio VI., a prvim biskupom imenovao je svećenika imena Jan Prokop Schaaffgotsche. Nakon što je papa Franjo umirovio biskupa Jiřía Paďoura, 19. ožujka 2015. novim je biskupom imenovao Vlastimila Kročila.
Površina biskupije iznosi 12 500 km2, a na tom području ukupno živi 760 600 stanovnika, od čega 291 700 katolika (38,4 %).

## Unutarnje poveznice
- Praška nadbiskupija
- Katolička Crkva u Češkoj

## Vanjske poveznice
- Službena stranica (češ.)